# John Wereat
John Wereat (Road, 1733 – Contea di Bryan, 25 gennaio 1799) è stato un politico statunitense di origine britannica, governatore della Georgia nel 1779.

## Biografia

### Origini
John Wereat nacque nel villaggio di Road (oggi Rode, nel Somerset) nel 1733. Non molto è noto di lui prima dell'immigrazione in America, se non che poco prima di partire, nel 1759, sposò una certa Hannah Wilkinson, dalla quale ebbe l'unica figlia Ann Wereat, detta "Nancy".

### Attività in America
Nel 1759 emigrò in Georgia, accasandosi a Savannah presso William Handley, un parente della moglie che l'aveva incoraggiato a raggiungerlo. Nel corso dei successivi sedici anni Wereat si dedicò al commercio, riuscendo a comperare numerosi terreni e schiavi; non era tuttavia esperto nella gestione del denaro, e i debiti lo costrinsero col tempo a vendere la maggior parte delle sue proprietà.
I problemi finanziari non gli impedirono comunque di interessarsi alla vita politica della colonia, e quando scoppiò la rivoluzione americana divenne un indipendentista convinto, venendo eletto rappresentante al Congresso georgiano.

### Governatore della Georgia
Dopo la caduta di Savannah e della maggior parte della Georgia in mani inglesi il 29 dicembre 1778 il governo statale di John Houstoun si dissolse, e nei primi mesi del 1779 ciò che rimaneva della Georgia libera venne gestito da presidenti provvisori (prima William Glascock e poi Seth J. Cuthbert). Come funzionario più importante ancora presente nello Stato, Wereat venne infine nominato il 6 agosto nuovo governatore ufficiale.
Durante il suo breve mandato si sforzò di promuovere una controffensiva americana in Georgia, che portò alla fine dell'anno al fallito assedio di Savannah. Visto lo stallo della situazione militare, nel novembre successivo alcuni esponenti politici georgiani disconobbero l'autorità di Wereat, riunendosi per conto loro ed eleggendo come nuovo governatore George Walton.

### Ultimi anni
Poco dopo venne catturato dagli inglesi ad Augusta, e la sua caduta nelle mani del nemico è considerata la fine del suo legittimo mandato. Venne tenuto prigioniero per un anno a Charleston, anch'essa finita in mano nemica. Nel 1781, con l'apparente sconfitta inglese, venne rilasciato e tornò in Georgia, servendo come presidente del parlamento georgiano dal 1782 al 1793. Subito dopo la guerra, quando la città di Augusta fu vittima di una carestia per le conseguenze del conflitto, mise a disposizione molte delle sue sostanze per alleviare le sofferenze della popolazione.
Ritiratosi dalla politica nel 1793, riprese la sua attività di commerciante, comperando numerose terre ad ovest della Georgia e rimanendo vittima poco tempo dopo dello scandalo dello Yazoo. Nonostante gli ingenti danni economici, Wereat divenne uno dei più forti attivisti a favore delle vittime dello scandalo, capeggiando numerose iniziative per favorire una compravendita delle terre in questione da parte del governo degli Stati Uniti.
Morì nel 1799 in una delle sue piantagioni, sita nella contea di Bryan.